# Fabián Vázquez
Fabián Alberto Vázquez Prado (Buenos Aires, 11 de marzo de 1965) es un futbolista argentino. Jugó como mediocentro.

## Trayectoria
Comenzó en inferiores de Vélez Sarfield y debutó a los 18 años en primera división pudiendo jugar con el mismísimo Carlos Bianchi. Fabián fue un fichaje pedido expresamente por Héctor Veira, por el que el Cádiz CF tuvo que desembolsar 27 millones de pesetas a Vélez Sarsfield.
Jugador polémico que no dejó buen sabor de boca de su paso por el Ramón de Carranza. Tenía mucha calidad, hasta fue convocado para el mundial del ´86 pero no pudo aceptar ya que estaba lesionado. con mucha trayectoria y conocimiento futbolístico, un grande que comenzó en las inferiores de Vélez hasta llegara a Europa.

## Clubes
| Club                                | País      | Periodo   | Liga PJ (G) |  |
| ----------------------------------- | --------- | --------- | ----------- |  |
| Vélez Sarsfield                     | Argentina | 1983      |             |  |
| Vélez Sarsfield                     | Argentina | 1984      |             |  |
| Vélez Sarsfield                     | Argentina | 1985      |             |  |
| Vélez Sarsfield                     | Argentina | 1986      |             |  |
| Vélez Sarsfield                     | Argentina | 1987      |             |  |
| Vélez Sarsfield                     | Argentina | 1988      |             |  |
| Vélez Sarsfield                     | Argentina | 1989      |             |  |
| Vélez Sarsfield                     | Argentina | 1990      |             |  |
| Cádiz CF                            | España    | 1990-1991 | 20 (1)      |  |
| Cádiz CF                            | España    | 1991-1992 | 9 (1)       |  |
| Vélez Sarsfield                     | Argentina | 1992      |             |  |
| Club de Gimnasia y Esgrima La Plata | Argentina | 1993      |             |  |

- Datos: Q11921466